# Uksebåsen
Uksebåsen est une île dans le landskap Sunnhordland du comté de Vestland. Elle appartient administrativement à Lindås, en Norvège.

## Géographie
Rocheuse et désertique, à fleur d'eau, elle s'étend sur environ 59 m de longueur pour une largeur approximative maximale de 27 m. Située à moins de 10 m d'Alversund, elle comporte un fanal. 